# 뱀눈새
뱀눈새(학명: Eurypyga helias, 영어: Sunbittern)는 아메리카 열대 기후 지역에 사는 새이다. 뱀눈새과(Eurypygidae)와 뱀눈새속(Eurypyga)의 유일종이다. 멕시코부터 페루 남부에 이르는 지역에 분포하며, 3종의 아종이 있다. 곤드와나 대륙 계통의 조류로, 누벨칼레도니에 사는 토착종 카구(Rhynochetos jubatus)와 함께 뱀눈새목을 형성한다.

## 아종
- Eurypyga helias helias　(Pallas, 1781)
- Eurypyga helias major
- Eurypyga helias meridionalis